# AIKA
AIKA(일본어: あいか 아이카[*], 1990년 8월 25일 ~ )는 일본의 성인 비디오 여배우, 모델이다.